# 20e division d'infanterie (Empire allemand)
Pour les articles homonymes, voir 20e division d'infanterie.
La 20e division d'infanterie est une unité de l'armée allemande qui participe à la guerre franco-allemande de 1870 et à la Première Guerre mondiale. Au déclenchement de la Première Guerre mondiale, elle fait partie avec la 19e division d'infanterie du 10e corps d'armée rattaché à la 2e armée allemande. Elle participe aux combats en Belgique puis à la poursuite des troupes françaises jusqu'à la bataille de la Marne.
La 20e division d'infanterie alterne les périodes de combats sur le front de l'Ouest et le front de l'Est. Elle combat sur le front est lors de l'offensive de Gorlice-Tarnów en 1915, lors de l'offensive Broussilov en 1916 et lors de la prise de Riga en 1917.
Sur le front ouest, la division est engagée dans la bataille de Champagne en 1915. En 1917, elle combat à la bataille du Chemin des Dames puis à la bataille de Passchendaele. En 1918, elle est impliquée dans l'offensive de printemps de l'armée allemande, après une période de repos elle est participe au cours de l'été et de l'automne 1918 aux combats défensifs. Après l'armistice, la division est dissoute.

## Guerre franco-allemande de 1870

### Composition
- 39e brigade d'infanterie

17e régiment d'infanterie
56e régiment d'infanterie
- 40e brigade d'infanterie

70e régiment d'infanterie
92e régiment d'infanterie brunswickois
- 10e bataillon de chasseurs à pied (de)
- 16e régiment de dragons

### Historique
Pendant la guerre franco-allemande, la 20e division est une unité mixte composée d'Hanovriens et d'habitants du duché de Brunswick et de Westphalie. Ses zones de recrutements sont ensuite modifiées pour comporter l'ancien royaume de Hanovre, annexé par la Prusse en 1866 et qui devient la province prussienne de Hanovre, et le duché de Brunswick.
Pendant la guerre franco-allemande, la 20e division d'infanterie est engagée dans les batailles de Mars-la-Tour et Saint-Privas, puis participe au siège de Metz. Elle combat ensuite durant la campagne de la Loire, lors des batailles de Beaune-la-Rolande, Beaugency-Cravant, d'Orléans et du Mans.

## Première Guerre mondiale

### Composition

#### Temps de paix, début 1914
- 39e brigade d'infanterie (Hanovre)

79e régiment d'infanterie (de) (Hildesheim)
164e régiment d'infanterie (Hamelin) et (Holzminden)
- 40e brigade d'infanterie (brigade du grand-duché de Mecklembourg) (Hanovre)

77e régiment d'infanterie (de) (Celle)
92e régiment d'infanterie (de) (Brunswick)
- 20e brigade de cavalerie (Hanovre)

16e régiment de dragons (Lunebourg)
17e régiment de hussards (Brunswick)
- 20e brigade d'artillerie de campagne (Hanovre)

10e régiment d'artillerie de campagne
46e régiment d'artillerie de campagne (Celle) et (Wolfenbüttel)

#### Mobilisation d'août 1914
- 39e brigade d'infanterie

79e régiment d'infanterie
164e régiment d'infanterie
10e bataillon de chasseurs à pied hanovrien (de)
- 40e brigade d'infanterie (brigade du grand-Duché de Mecklembourg)

77e régiment d'infanterie
92e régiment d'infanterie
3e escadron du 17e régiment de hussards
- 20e brigade d'artillerie de campagne

10e régiment d'artillerie de campagne
46e régiment d'artillerie de campagne
2e et 3e compagnies du 10e bataillon de pionniers (bataillon de pionniers hanovriens)

#### Composition en 1915
- 40e brigade d'infanterie (brigade du grand-Duché de Mecklembourg)

77e régiment d'infanterie
79e régiment d'infanterie
92e régiment d'infanterie
- 20e commandement d'artillerie de campagne

10e régiment d'artillerie de campagne
46e régiment d'artillerie de campagne
- 2e escadron du 17e régiment de hussards
- 1re compagnie du 10e bataillon de pionniers (bataillon de pionniers hanovriens)

#### Composition en 1917
- 40e brigade d'infanterie (brigade du grand-Duché de Mecklembourg)

77e régiment d'infanterie
79e régiment d'infanterie
92e régiment d'infanterie
- 20e commandement d'artillerie de campagne

46e régiment d'artillerie de campagne
- 5e escadron du 17e régiment de hussards
- 2e et 3e compagnie du 10e bataillon de pionniers (bataillon de pionniers hanovriens)

#### Composition en 1918
- 40e brigade d'infanterie (brigade du grand-Duché de Mecklembourg)

77e régiment d'infanterie
79e régiment d'infanterie
92e régiment d'infanterie
- 20e commandement d'artillerie de campagne

46e régiment d'artillerie de campagne
155e bataillon d'artillerie à pied
- 5e escadron du 17e régiment de hussards
- 2e et 3e compagnie du 10e bataillon de pionniers (bataillon de pionniers hanovriens)

### Historique
Au déclenchement de la Première Guerre mondiale, la 20e division d'infanterie forme avec la 19e division d'infanterie le Xe corps d'armée de Hanovre, ce corps est rattaché au début du conflit à la IIe armée du général von Bülow.

#### 1914
- Au déclenchement du conflit, la division se concentre au camp d'Elsenborn. Le 11 août, la division pénètre en Belgique.
- 11 - 24 août : du 11 au 16 août engagée dans le siège de Liège ; après la chute des forts la division est engagée dans la bataille de Charleroi les 22 et 23 août.
- 25 - 30 août : poursuite de la 5e armée française, engagée le 29 août dans la bataille de Guise.
- 31 août - 10 septembre : progression en direction du sud, franchissement de la Marne. Engagée dans la bataille de la Marne (bataille des Marais de Saint-Gond), combat dans la région de Congy et de Montdement.
- 11 septembre 1914 - 25 avril 1915 : repli vers le nord, les 12 et 13 septembre combats dans la région de Reims. À partir du 13 septembre engagée dans la bataille de l'Aisne dans la région de Neufchâtel-sur-Aisne. Puis occupation et organisation d'un secteur entre Brimont et l'Aisne.

en mars 1915, le 164e régiment d'infanterie est transféré à la 111e division d'infanterie.

#### 1915
- 25 - 30 avril : retrait du front et transport par V.F. sur le front de l'est.
- 1er mai - 8 septembre : intégrée avec la 19e division d'infanterie au groupe d'armée Mackensen. Engagée dans l'offensive de Gorlice-Tarnów et subit de fortes pertes.

16 - 23 mai : franchissement du San.
24 - 26 mai : combats dans la région de Radymno et sur les rives du San.
27 mai - 4 juin : combats dans la tête de pont de Jarosław.
12 - 15 juin : bataille de Lubaczów.
17 - 22 juin : engagée dans la bataille de Lemberg.
22 juin - 16 juillet : organisation et occupation d'un secteur en Galicie polonaise.
16 - 18 juillet : engagée dans la bataille de Krasnystaw.
19 - 28 juillet : exploitation de la bataille.
29 - 30 juillet : engagée dans la bataille de Biskupice.
31 juillet - 19 août : participe à la poursuite du Wieprz vers le Bug.
19 août - 8 septembre : poursuite des troupes russes entre le Bug et l'Iasselda.
- 9 - 26 septembre : retrait du front et transport par V.F. sur le front de l'ouest dans le secteur de Champagne, la division est en réserve de la IIIe armée allemande.
- 27 septembre - 18 octobre : engagée dans la seconde bataille de Champagne.
- 19 octobre 1915 - 16 mai 1916 : occupation d'un secteur à l'est de Craonne.

10 mars : participation à l'attaque et la capture du bois des Buttes et de La Ville-aux-Bois.

#### 1916
- 17 mai - 7 juin : retrait du front ; mise en réserve de l'OHL.
- 7 - 12 juin : transport par V.F. passant par Berlin et Brest-Litovsk dans la région de Kovel sur le front de l'est.
- 12 juin - 27 juillet : engagée dans les combats défensifs de l'offensive Broussilov.
- 28 juillet - 11 novembre : occupation et organisation d'un secteur dans la région de Kiselin.
- 11 - 26 novembre : retrait du front, transport par V.F. passant par Kovel, Varsovie, Berlin, Düsseldorf, Aix-la-Chapelle, Liège, Namur ; puis mouvement dans la région d'Anor et de Hirson.
- 26 novembre - fin décembre : mouvement vers le camp de Sissonne ; instructions[2].

#### 1917
- janvier - 3 février : mouvement vers le front et occupation d'un secteur dans la région de Moulin-sous-Touvent et Autrêches au lieu-dit Chevillecourt. À partir du 30 janvier, retrait du front.
- 4 février - 6 mars : mise en réserve de l'OHL, mouvement en Lorraine puis à partir du 16 février en Alsace dans le secteur du Sundgau.
- 7 mars - 4 juillet : retrait du front, transfert dans l'Aisne dans la région de Laon.

16 avril - 8 mai : engagée dans la bataille du Chemin des Dames. Du 17 au 18 avril, relève de la 16e division de réserve et occupation d'un secteur de part et d'autre de Cerny-en-Laonnois. Fortes pertes dues au bombardement français. Le 5 mai, la dernière attaque générale française provoque des pertes importantes. Le 6 mai, retrait du front ; repos.
- 8 mai - 4 juillet : occupation d'un secteur en Champagne dans la région de Moronvilliers.
- 4 - 7 juillet : mouvement dans le secteur d'Argonne.
- 7 - 14 juillet : retrait du front, transfert par V.F. sur le front de l'est.
- 15 juillet - 6 septembre : du 15 au 22 juillet, occupation d'un secteur dans la région de Lomnica à Kalusz ; à partir du 21 et jusqu'au 30 juillet, la division occupe un secteur en Galicie orientale.

31 juillet - 2 août : combat entre le Zbroutch et le Siret.
3 - 23 août : occupation et organisation de position entre le Dniestr et le Zbroutch.
24 août - 1er septembre : mouvement dans la région de Kurzeme.
1er - 5 septembre : engagée dans la bataille de Riga. Le 4 septembre, prise de la gare d'Hinzenberg.
6 - 10 septembre : occupation et organisation d'un secteur au nord de la Daugava.
- 10 - 20 septembre : retrait du front, transport par V.F. par Chavli, Kaunas, Hrodna, Bydgoszcz, Berlin, Hanovre, Cologne, Aix-la-Chapelle, Mons, Valenciennes pour stationner dans la région de Roulers[3].
- 20 septembre - 10 octobre : engagée dans la bataille de Passchendaele dans le secteur de Zonnebeke.
- 10 octobre 1917 - 2 février 1918 : retrait du front ; le 11 octobre, la division est replacée en ligne immédiatement dans un nouveau secteur dans la région de Quéant.

20 novembre - 7 décembre : engagée dans la bataille de Cambrai.
15 janvier - 2 février 1918 : retrait du front, relevée par la 119e division d'infanterie.

#### 1918
- 2 - 16 février : occupation du secteur précédent en remplacement de la 119e division, retrait du front le 18 février relevée par la 195e division d'infanterie[3].
- 16 février - 20 mars : mouvement par étapes, atteint Aubigny-au-Bac et stationne dans la région de Basècles ; repos et instruction.

14 - 20 mars : mouvement par étape passant par Péruwelz, Saint-Amand, Lourches, Bouchain pour atteindre Pronville.
- 21 - 29 mars : engagée dans l'Opération Michaël, la division progresse en direction de Noreuil, Bapaume, Grévillers, Irles et Miraumont. Violents combats entre Monchy et Cambrai du 21 au 23 mars, combats pour Bapaume les 24 et 25 mars. À cette date, la division est placée en seconde ligne, remplacée par la 24e division d'infanterie[n 2].
- 29 mars - 8 avril : relève de la 24e division d'infanterie ; organisation et occupation du terrain conquis à l'est de Colincamps.
- 8 - 15 avril : retrait du front, mouvement dans la région de Mars-la-Tour ; reconstitution de la division et repos.
- 15 avril - 25 mai : relève de la 82e division de réserve sur un secteur comprenant Seuzey, Lamorville et Spada au nord de Saint-Mihiel[3].
- 25 mai - 25 juin : retrait du front, mouvement vers la région de Arlon ; la division est complétée par des recrues de la classe 1919 ; instruction.
- 26 juin - 15 juillet : mouvement par étapes passant par la région de Sedan pour atteindre la région de Soissons.
- 15 juillet - 3 août : engagée dans la seconde bataille de la Marne (bataille du Tardenois) dans le secteur de Villemontoire. Combats d'arrière-garde entre la Marne et la Vesle, la division souffre de lourdes pertes ; relevée par la 50e division de réserve le 29 juillet.
- 3 - 17 août : retrait du front ; repos dans la région de Chimay, mise en réserve du groupe d'armée Boehn.
- 17 - 27 août : en ligne dans le secteur Ypres, La Bassée.
- 28 août - 2 septembre : engagée dans le secteur de Quéant, Drocourt, puis dans le secteur d'Oppy, combat lors de la seconde bataille de Bapaume (en) est contrainte au repli.
- 4 - 26 septembre : engagée à nouveau dans le secteur de Écourt-Saint-Quentin, couvre le repli de l'armée allemande derrière le canal du Nord.

10 septembre : repli de la division derrière le canal.
12 septembre : contre-attaque allemande dans le secteur de Havrincourt avec de lourdes pertes.
- 27 septembre - 8 octobre : en ligne entre Cambrai et Saint-Quentin, la division mène des combats défensifs. Retrait du front le 1er octobre ; repos.
- 9 - 14 octobre : relève de la 21e division d'infanterie[4], combats défensifs sur la position Hermann[n 3] ; retrait du front le 13 octobre mouvement dans la région de Montmédy ; repos.
- 14 octobre - 5 novembre : repos.
- 5 - 11 novembre : occupe un secteur dans la région de Réville-aux-Bois, pas d'engagements lourds durant cette période. Après l'armistice, la division commence un mouvement de retrait vers l'Allemagne à partir du 23 novembre et s'achève le 23 décembre. La division est ensuite dissoute au cours de l'année 1919.

## Chefs de corps
| Grade                        | Nom                                       | Date                               |
| ---------------------------- | ----------------------------------------- | ---------------------------------- |
| Generalleutnant              | Julius von Bose                           | 30 octobre 1866 - 17 juillet 1870  |
| Generalleutnant              | Alexander von Kraatz-Koschlau             | 18 juillet 1870 - 22 mai 1871      |
| Generalmajor                 | Albert de Prusse                          | 23 - 30 mai 1871                   |
| Generalmajor                 | Emil von Woyna                            | 30 mai - 30 juin 1871              |
| Generalmajor                 | Albert de Prusse                          | 1er juillet 1871 - 7 avril 1873    |
| Generalmajor                 | Karl Friedrich Alexander von Diringshofen | 8 avril - 6 août 1873              |
| Generalmajor                 | Albert de Prusse                          | 7 août - 12 décembre 1873          |
| Generalleutnant              | William von Voigts-Rhetz                  | 12 décembre 1873 - 11 mars 1881    |
| Generalleutnant              | Rudolf von Thile                          | 12 mars 1881 - 6 juillet 1883      |
| Generalleutnant              | Heinrich von Olszewski (de)               | 7 juillet 1883 - 3 décembre 1886   |
| Generalleutnant              | Gottlieb von Haeseler                     | 4 décembre 1886 - 14 janvier 1887  |
| Generalleutnant              | Otto von Frankenberg-Lüttwitz             | 15 janvier 1887 - 21 mars 1890     |
| Generalleutnant              | Hugo von Winterfeld                       | 22 mars 1890 - 19 juillet 1891     |
| Generalleutnant              | Gebhard von Krosigk                       | 20 juillet 1891 - 16 juin 1893     |
| Generalleutnant              | Max von Bock und Polach                   | 17 juin 1893 - 13 décembre 1897    |
| Generalleutnant              | Hans von Gottberg                         | 14 décembre 1897 - 14 juin 1898    |
| Generalleutnant              | Egon von Gayl                             | 15 juin 1898 - 15 juin 1901        |
| Generalleutnant              | Wilhelm von Moltke                        | 16 juin 1901 - 26 janvier 1905     |
| Generalleutnant              | Wilhelm von Kanitz                        | 27 janvier 1905 - 14 février 1907  |
| Generalleutnant              | Wilhelm Freiherr von und zu Egloffstein   | 15 février 1907 - 26 octobre 1910  |
| Generalleutnant              | Erich von Gündell                         | 27 octobre 1910 - 31 mars 1913     |
| Generalleutnant              | Alwin Schmundt                            | 1er avril 1913 - 23 septembre 1914 |
| Generalmajor/Generalleutnant | Horst von Oetinger                        | 24 septembre 1914 - 30 août 1915   |
| Generalmajor                 | Arthur von Lüttwitz                       | 31 août 1915 - 26 avril 1916       |
| Generalmajor/Generalleutnant | Roderich von Schoeler                     | 27 avril - 30 septembre 1916       |
| Generalleutnant              | Richard Wellmann                          | 1er octobre 1916 - 2 décembre 1917 |
| Generalleutnant              | Otto von Trautmann                        | 3 décembre 1917 - 25 mars 1918     |
| Generalmajor                 | Wilhelm Zwenger                           | 26 mars 1918 - 31 janvier 1919     |
| Generalmajor                 | Ernst von Uechtritz und Steinkirch (de)   | 1er - 8 février 1919               |
| Generalleutnant              | Wilhelm von Woyna                         | 9 février - jusqu'à la dissolution |